# Arale Norimaki
(Saluto tipico di Arale)
Arale Norimaki (則巻 アラレ?, Norimaki Arare) è la protagonista del manga e degli anime dell'universo fantastico di Dr. Slump, ideato dal mangaka Akira Toriyama.
È una bambina robot creata dal dottor Senbee Norimaki che, poco credibilmente, la presenta come sua sorella minore. Ha un carattere molto estroverso ed esuberante, ma soprattutto forza e velocità sovrumane.

## Creazione
Verso l'inizio degli anni ottanta, Akira Toriyama stava sviluppando un nuovo manga con protagonista uno scienziato. Il curatore editoriale del mangaka, Kazuhiko Torishima, propose di aggiungere un robot alla storia. Toriyama acconsentì all'idea e decise di concepire il robot di grandi dimensioni. In seguito, sapendo che un tale soggetto sarebbe stato incoerente con la storia che voleva raccontare, decise di rimpicciolire le dimensioni del robot e di trasformarlo in un androide dalle fattezze di bambina, cioè Arale. Arale però doveva essere solo una comparsa nel primo capitolo del manga e la decisione di farla diventare la protagonista la si deve attribuire a Torishima. Come molti nomi dei personaggi dei manga di Toriyama, quello di Arale è un gioco di parole sul nome arare, una specie di cracker composto da riso glutinoso.

## Biografia

Arale sulla copertina del 1º volume del manga

Arale è un robot dalla fattezze di una bambina creato da Senbee Norimaki, un inventore scapolo che vive nel Villaggio Pinguino. Arale è indistinguibile da una persona vera, al punto di soffrire persino di miopia, e per questo Senbee riesce a spacciarla per la sua sorellina e ad iscriverla nella classe della signorina Midori Yamabuki (di cui lo scienziato è palesemente innamorato). Nonostante il suo aspetto sia quello di una bambina di circa 6-7 anni, Senbee, il quale non si era posto il problema di che età potesse avere la sua creatura, al momento di iscriverla a scuola le attribuisce 13 anni. Come nota il preside della scuola, Senbee non potrebbe avere una sorella di quell'età, essendo i suoi genitori morti quando era appena un ragazzo, per questo lui sta per dichiararla come una sua figlia illegittima, ma si rimangia subito tutto per potersi presentare a Midori come fratello maggiore. Più avanti nel tempo, dato che la bugia diventa sempre meno credibile, si inventa la storia (supportata da un flashback bugiardo) di averla trovata dentro un pacchetto di patatine fritte con sorpresa.
Malgrado la sua ingenuità (dovuta al fatto che ovviamente non conosce nulla del mondo esterno essendo stata costruita da poco) e la sua forza sovrumana (implementata per errore da Senbee), Arale riesce ad integrarsi con poche difficoltà tra gli abitanti del Villaggio Pinguino. Stringe amicizia con Akane, il piccolo Pisuke e suo fratello Taro, e vive con loro delle avventure che scombussoleranno inavvertitamente la pacifica routine degli abitanti del Villaggio Pinguino e, in particolare, del dottor Senbee. Tra queste c'è il viaggio nella preistoria, tramite la macchina del tempo inventata da Senbee, nella quale Arale trova e prende con sé un presunto uovo di dinosauro da cui uscirà invece un essere alato e asessuato che diventerà il suo compagno di giochi preferito: Gacchan, che poi nel corso del manga si sdoppierà.  
Nel corso del manga, Arale si trova anche a dover affrontare veri e propri antagonisti. Il più importante è sicuramente il dottor Mashirito, la nemesi di Senbee Norimaki, che intende distruggere Arale allo scopo di conquistare il mondo. I suoi piani, tuttavia, vengono saltuariamente infranti da Arale e così Mashirito crea un nuovo robot per sconfiggere la protagonista, Obocchaman (Atomino nella traduzione italiana del manga). Questi finirà per innamorarsi della robottina con la quale, dieci anni dopo la sconfitta di Mashirito per mano di Arale, si sposerà e avrà un figlio robot costruito da Senbee.

## Descrizione

### Aspetto fisico
Come già accennato, Arale è un robot dalle fattezze di una bambina. Ha i capelli viola (castani nella seconda serie animata), indossa un paio di grossi occhiali neri e un cappello con visiera su cui c'è scritto il suo nome (sostituito in diverse occasioni da occhiali aeronautici per pilota). Pur avendo un aspetto e un'identità femminile, Arale non è anatomicamente corretta; il dottor Senbee l'ha costruita prima di sposarsi, ed essendo le riviste sporcellose giapponesi censurate non aveva un corpo femminile da prendere come modello di riferimento. In un episodio la robottina esternerà il suo problema al dottore ("Dottore, sono completamente liscia!"), il quale inventerà gli "occhiali a raggi XXX" per essere in grado di finire di costruirla come si deve, salvo poi scoprire che la robottina desiderava un ombelico. Uno degli elementi caratteristici di Arale sono i suoi grossi occhiali. Appaiono sin dal primo capitolo, quando il dottor Senbee scopre che la sua creazione soffre di miopia. Toriyama disse in seguito che il fatto di dover continuamente disegnare i suoi occhiali rallentava molto il suo lavoro, e di essersi pentito di questa caratteristica del robot, ma di aver cambiato idea quando molti fan che portavano gli occhiali lo ringraziarono di aver creato un protagonista che avesse questa somiglianza con loro e che ha loro permesso di superare il complesso degli occhiali. Nella serie remake, possiede quattro tipi di montature: oltre alla classica azzurra, ne ha una rossa, una verde e una gialla.

### Personalità
In ogni caso Arale è stata appena costruita, quindi non ha un vissuto neanche un'esperienza, così è molto ingenua e infantile, dimostrando una maturità inferiore sia all'età attribuitale, sia a quella dimostrata fisicamente, caratteristiche, queste, che non perderà neanche col passare del tempo. La cosa però non sembra crearle problemi all'interno del Villaggio dei Pinguini, visto il generale clima di allegra follia e di ingenui infantilismi da cui pochi sono esclusi, tra gli abitanti dell'allegro borgo rurale: per esempio, in pochi si stupiscono più di tanto quando stacca la sua testa dal collo come se niente fosse. Inoltre, con la sua generale allegria e vitalità non risulta mai antipatica o fastidiosa per nessuno (o comunque non se ne rende conto), e si dimostra amichevole con chiunque le si trovi davanti, indipendentemente dalle caratteristiche o dalla specie di ognuno (buoni, cattivi, umani, animali, robot, alieni, esseri sovrannaturali o personificazioni di oggetti inanimati). Proprio per queste caratteristiche è in grado di salire in groppa alla nuvola d'oro senza problemi. In più è entusiasta di ogni novità che le si pari davanti, ha sempre voglia di divertirsi e col suo carattere da bambina accetta di buon grado ogni proposta che le venga fatta. Le sue passioni principali sono i mostri e le cacche. È attratta irresistibilmente da ogni cacca tra le tante che trova passeggiando (o correndo a velocità supersonica) per il Villaggio Pinguino e le mostra ad altri come se fossero la cosa più bella del mondo, forse perché il suo corpo robotico non è in grado di produrne, a differenza delle caccole che riesce a produrre pur non avendo narici. Il suo hobby preferito è investire le auto della polizia; i due poliziotti di ronda al villaggio (Gala e Pagos, parodia dei poliziotti da telefilm), spaventati dalla sua superforza, tentano inutilmente di sfuggirle, ma non hanno il coraggio di opporre resistenza a "quella bambina con gli occhiali".

### Abilità
Arale ha forza e velocità a livelli sovrumani: può fare il giro della Terra in pochi minuti o spaccare il pianeta in due con un pugno dato al suolo. Oltre tutto è in grado di dire il suo saluto tipico, nella versione italiana ciriciao, così forte da distruggere tutto quello che ha davanti e quindi denominato cannone ciriciao per la somiglianza con il raggio atomico che lancia Godzilla dalla bocca. Uno punto debole di Arale è la miopia: non può fare a meno dei suoi occhiali, senza i quali non distingue nulla, per un errore del dottore quando l'ha costruita. La sua miopia, che doveva essere all'inizio solo una gag comica, divenne quasi subito uno degli aspetti caratterizzanti del personaggio. Altro punto debole è l'esaurimento del "Robobitan A", un misterioso liquido a base di acqua di mare inventato dal dottor Slump e propellente e fonte d'energia della robottina. Quando la scorta di "Robobitan A" si esaurisce, Arale si blocca nella posizione in cui si trova come un manichino: ciò può essere un problema, sia se si trovi con persone che non conoscono la sua natura di robot, sia se si trovi nel bel mezzo di un combattimento e magari sta per sferrare un attacco contro il cattivo di turno. Nonostante non riesca a mangiare del normale cibo come gli umani, in quanto rimane integro nel suo corpo robotico, non regge l'alcool, dato che riesce ad ubriacarsi velocemente. Inoltre non si arrugginisce a contatto con l'acqua e può respirare sott'acqua senza trattenere il respiro.
In Dragon Ball si scopre che Arale può persino stare al passo della nuvola d'oro di Son Goku. Akira Toriyama, rispondendo alla domanda su chi sia più forte tra Son Goku e Arale, ha fatto il nome della robottina. La risposta del mangaka trova certezze in Dragon Ball Super, quando Arale sconfigge Vegeta e mette in difficoltà Son Goku trasformato in Super Saiyan blu. In quest'occasione, Vegeta spiega che Arale, essendo un personaggio di un manga comico, ignora tutte le leggi della fisica e risulta praticamente invincibile.
Nell'episodio 52 della serie del 1997, una maestra di cerimonie, esperta di aikido, è riuscita a sconfiggerla, avendo usato la forza del robot a suo vantaggio.

## Altre apparizioni
Arale compare diverse volte anche nell'universo di Dragon Ball, altro manga di successo di Akira Toriyama. Debutta per la prima volta quando Son Goku finisce per errore, dopo un lungo inseguimento con il Generale Blue, nel Villaggio del Pinguino. Arale soccorre il Saiyan e lo esorta a rivolgersi al dottor Senbee per riparare il dragon radar. In seguito, durante lo scontro tra Goku e il Generale Blue, Arale interviene sotto esortazione del dottor Senbee e sconfigge facilmente il soldato del Red Ribbon.
L'arrivo di Son Goku nel Villaggio del Pinguino è stato ripreso sia nella seconda serie animata di Arale che nel film Dragon Ball: Il torneo di Miifan, ma entrambi presentano sostanziali differenze dal crossover originale.
In Dragon Ball Super, Arale compare in due episodi. Nel primo fa solo un cameo nel momento in cui Son Goku si teletrasporta per errore nel Villaggio del Pinguino. Nel secondo, invece, Arale ha un ruolo comprimario e, manipolata dal fantasma del dottor Mashirito, ingaggia una dura battaglia contro Goku e Vegeta che rischia di distruggere l'intero pianeta Terra.

## Accoglienza
Arale ha ottenuto moltissime recensioni positive da parte di riviste di manga e anime, tanto da raggiungere ottime posizioni in diversi sondaggi di popolarità. È uno dei personaggi kawaii più conosciuti nel mondo ed è diventata negli anni un vero e proprio fenomeno di costume.